# WxBasic
wxBasic ist eine Open-Source-Implementierung eines BASIC-Interpreters von David Cuny. 2010 übernahm Ralf Peters die Entwicklung. Die damit erzeugten Programme laufen unter Windows, Linux und macOS.
Der Kern von wxBasic ist primär in C geschrieben. Lediglich die Codefragmente zur Einbindung der wxWidgets-GUI-Bibliothek sind in C++ geschrieben. Der Parser wurde in Yacc geschrieben. wxBasic benutzt einen Bytecode, wie Perl, Java oder Visual Basic .NET. Für die Auslieferung ist neben dem Programmtext lediglich die Weitergabe des Interpreters nötig.
Unter Microsoft Windows kann aus dem Quellcode eines Programms auch eine ausführbare Datei (*.exe) erzeugt werden. Dabei wird eine Kopie des Interpreters (wxbasic.exe) erstellt und der Quellcode des eigenen Programms an das Ende der Interpreter-Kopie angefügt. Führt man die Interpreter-Kopie aus, wird automatisch der angehängte Quellcode ausgeführt.
Die erstellten Anwendungen benötigen keinerlei Runtime-Komponenten und können als Standalone-Anwendungen genutzt und weitergegeben werden.
Es kann bei diesem Verfahren allerdings vorkommen, dass Antivirenprogramme Alarm schlagen, da zusätzliche Daten am Ende einer ausführbaren Datei ein Indikator für Schadprogramme sein können.
Der Interpreter sdlBasic von Roberto Viola basiert im Kern auf wxBasic. Während wxBasic das Framework wxWidgets nutzt, verwendet sdlBasic das Simple DirectMedia Layer (SDL) Framework.